# Jacques Layani
 (octobre 2012).
Pour les articles homonymes, voir Layani.
Jacques Layani, né en 1952, est un écrivain français, spécialiste de l'œuvre de Léo Ferré.

## Biographie
Ancien élève du lycée Victor-Hugo de Marseille, il a travaillé en librairie de 1973 à 1974.
Dans l’Éducation nationale, il a entre autres exercé dans la documentation, en bibliothèque universitaire, dans un service d’archives. Il a également occupé un poste au ministère de la Culture, de 1983 à 1988. Il est chevalier des palmes académiques.
De 1990 à 1994, il s’est occupé de revues littéraires (membre de la rédaction de Sapriphage et d’Encres vagabondes) et a publié quelque quatre-vingts textes dans des publications de France, d’Italie et de Belgique.
Sur internet, il a consacré des blogs à Léo Ferré (deux-cents articles), à Marie-Paule Belle et à Hubert Grooteclaes.
Il est membre de la rédaction des Cahiers d'études Léo Ferré et de la revue Les Copains d'la neuille, également dévolue à l’artiste. Il est aussi membre de la Maison des écrivains et de la littérature (Mél), de la SACD et de la SOFIA.
Son travail littéraire se répartit, de manière indissociable, entre sa création propre (nouvelles, poèmes, théâtre) et ses essais consacrés à des artistes et écrivains de notre temps. Il est le mari de Martine Layani-Le Coz.

## Publications
- Léo Ferré, la mémoire et le temps, essai, Seghers, 1987.
- Cabaret baroque (avec des encres originales de Jacques Barthélémy), poèmes, Le Bruit des autres, 1994.
- On n'emporte pas les arbres, nouvelles, L'Harmattan, 1998.
- Écrivains contemporains, Madeleine Bourdouxhe, Paul Guimard, Maurice Pons, Roger Vailland, essai, L'Harmattan, 1999.
- Léo Ferré, une mémoire graphique (en collaboration avec Alain Fournier), essai, La Lauze, 2000.
- Dix femmes, théâtre, éditions du Laquet, 2001.
- Albertine Sarrazin, une vie, biographie, Écriture, 2001.
- Spectacle total, nouvelles, éditions du Petit Véhicule, 2002.
- Avec le livre, propos et réflexions, essai, L'Harmattan, 2003.
- Les Chemins de Léo Ferré, essai, Christian Pirot, 2005.
- Les Films de Claude Sautet, essai, Atlantica-Séguier, 2005.
- Manon suivi de Guillemine, théâtre, L'Harmattan, 2006.
- Le Château d'utopie, nouvelles, D'un Noir Si Bleu, 2007.
- Règlement intérieur, un acte d'indiscipline à l'École normale supérieure de jeunes filles de Fontenay-aux-Roses en 1961, essai, L'Harmattan, 2008.
- Ian Fleming, on ne lit que deux fois, essai, Écriture, 2008.
- Apostrophes insolites, une correspondance imaginaire avec..., proses, L'Harmattan, 2009.
- Jean-Marie Girardey, professeur de lettres, 1934-1971, témoignage, L'Harmattan, 2011.
- Rien n'existe qui ne soit un livre, essai, L'Harmattan, 2014.
- Jacques Demy, un portrait personnel, essai, L'Harmattan, 2014.
- Le Cinéma de Pierre Granier-Deferre, essai, L'Harmattan, 2014.
- Des journées insolites, nouvelles, L'Harmattan, 2017.
- Romanciers populaires, André Caroff, Ian Fleming, Boileau-Narcejac, Jean-Claude Izzo, essai, L'Harmattan, 2018.
- Léo Ferré, un archipel, essai, Le Bord de l'Eau, 2020.
- La Dyane rouge, vie et mort de Gabrielle Russier, essai, Gaussen, 2021.
- Jean-Marie Girardey, professeur de lettres, traces et témoignages, témoignage, L'Harmattan, 2021.
- Chronique de quelques librairies marseillaises, essai, L'Harmattan, 2022.
- Léo Ferré jour après jour, une chronologie, essai, Le Bord de l'Eau, 2022.
- La Konspiratsia, roman, L'Harmattan, 2025.
- Léo Ferré, de couleur en couleur, essai, L'Harmattan, 2025.

## Articles et études
Sélection d'articles :
- Préface au recueil de nouvelles de Michel Gremeaux, À perte de vue, Le Bois d'Orion, 1998.
- Introduction aux lettres d’Albertine Sarrazin, in ouvrage collectif, Amoureuse et rebelle, lettres d’Arletty, Édith Piaf, Albertine Sarrazin, Textuel, 2008.
- « Luc Bérimont, Léo Ferré et la chanson », in revue 303, n° 108, hors-série « Cadou, Bérimont et les poètes de l’école de Rochefort », Conseil régional des Pays-de-la-Loire, 2009.
- « Charles Szymkowicz et le trentième anniversaire de la disparition de Léo Ferré », in catalogue d’exposition Léo Ferré, l’éternité de la fureur, Castellina in Chianti, 2023 (texte bilingue, traduction en italien par Giuseppe Gennari).
- Préface au livre de Gilles Prilaux et Margot Lepage, Albertine Sarrazin et les filles de la turne 9, Somme-Patrimoine, 2024.

### Sources et bibliographie
- Catalogue Sudoc.
- La Voix du regard, printemps 1993.
- Jalons, 2e trimestre 1994.
- Site des éditions L'Archipel-Écriture.
- Site des éditions L'Harmattan.